# Rivergaro
Rivergaro (emilián nyelven Al Vargàr vagy Arvargär) település Olaszországban, Emilia-Romagna régióban, Piacenza megyében. Lakosainak száma 7037 fő (2023. január 1.). Rivergaro Gazzola, Gossolengo, Travo, Vigolzone, Podenzano és Ponte dell’Olio községekkel határos.

## Népesség
A település lakossága az elmúlt években az alábbi módon változott:
| Lakosok száma | 7010 | 7066 | 7037 |
|               | 2017 | 2018 | 2023 |